# Hans-Georg Fischedick
Hans-Georg Fischedick (* 6. Juli 1960) ist ein deutscher Badmintonspieler. 

## Karriere
Hans-Georg Fischedick wurde 1978 deutscher Juniorenmeister im Mixed und Vizemeister im Herreneinzel. 1981 gewann er Bronze bei den deutschen Einzelmeisterschaften der Erwachsenen ebenfalls im Herreneinzel. 1988 und 1990 erkämpfte er sich im Einzel nochmals Bronze bei den deutschen Meisterschaften.

## Sportliche Erfolge
| Saison    | Veranstaltung                        | Disziplin    | Platz | Name                                                                             |
| --------- | ------------------------------------ | ------------ | ----- | -------------------------------------------------------------------------------- |
| 1977/1978 | Westdeutsche Einzelmeisterschaft U18 | Mixed        | 1     | Hans-Georg Fischedick / Patricia Günther (SG Osterfeld / STC Blau-Weiß Solingen) |
| 1977/1978 | Deutsche Einzelmeisterschaft U18     | Mixed        | 1     | Hans-Georg Fischedick / Patricia Günther (SG Osterfeld / STC Blau-Weiß Solingen) |
| 1977/1978 | Deutsche Einzelmeisterschaft U18     | Herreneinzel | 2     | Hans-Georg Fischedick (SG Osterfeld)                                             |
| 1977/1978 | Westdeutsche Einzelmeisterschaft U18 | Herreneinzel | 1     | Hans-Georg Fischedick (SG Osterfeld)                                             |
| 1977/1978 | Westdeutsche Einzelmeisterschaft U18 | Herrendoppel | 1     | Hans-Georg Fischedick / Hans-Jörg Kaib (SG Osterfeld / LBN Duisburg)             |
| 1978/1979 | Westdeutsche Einzelmeisterschaft U22 | Herrendoppel | 1     | Hans-Georg Fischedick / Rolf Heyer (Bottroper BG / OSC 04 Rheinhausen)           |
| 1980/1981 | Deutsche Einzelmeisterschaft         | Herreneinzel | 3     | Hans-Georg Fischedick (Bottroper BG)                                             |
| 1980/1981 | Westdeutsche Einzelmeisterschaft U22 | Herreneinzel | 1     | Hans-Georg Fischedick (Bottroper BG)                                             |
| 1981/1982 | Westdeutsche Einzelmeisterschaft U22 | Herreneinzel | 1     | Hans-Georg Fischedick (Bottroper BG)                                             |
| 1981/1982 | Westdeutsche Einzelmeisterschaft U22 | Mixed        | 1     | Hans-Georg Fischedick / Günther Patricia (Bottroper BG / 1. BV Mülheim)          |
| 1983/1984 | Westdeutsche Einzelmeisterschaft U22 | Herrendoppel | 1     | Hans-Georg Fischedick / Michael Fischedick (Bottroper BG)                        |
| 1983/1984 | Westdeutsche Einzelmeisterschaft     | Herreneinzel | 1     | Hans-Georg Fischedick (Bottroper BG)                                             |
| 1984      | Swiss Open                           | Mixed        | 1     | Hans-Georg Fischedick / Susanne Altmann                                          |
| 1987/1988 | Deutsche Einzelmeisterschaft         | Herreneinzel | 3     | Hans-Georg Fischedick (Bottroper BG)                                             |
| 1989/1990 | Deutsche Einzelmeisterschaft         | Herreneinzel | 3     | Hans-Georg Fischedick (Bottroper BG)                                             |
| 1994/1995 | Deutsche Einzelmeisterschaft O32     | Mixed        | 2     | Hans-Georg Fischedick (Bottroper BG) / Petra Dieris-Wierichs (Phönix Bonn)       |
| 1994/1995 | Deutsche Einzelmeisterschaft O32     | Herreneinzel | 1     | Hans-Georg Fischedick (Bottroper BG)                                             |
| 1997/1998 | Deutsche Einzelmeisterschaft O32     | Herreneinzel | 2     | Hans-Georg Fischedick (Spvg Steinhagen)                                          |
| 2000/2001 | Deutsche Einzelmeisterschaft O40     | Herreneinzel | 1     | Hans-Georg Fischedick (Spvg Steinhagen)                                          |
| 2001/2002 | Deutsche Einzelmeisterschaft O40     | Herreneinzel | 1     | Hans Georg Fischedick (Spvg Steinhagen)                                          |
| 2002/2003 | Deutsche Einzelmeisterschaft O40     | Herreneinzel | 1     | Hans-Georg Fischedick (Spvg Steinhagen)                                          |
| 2003/2004 | Deutsche Einzelmeisterschaft O40     | Herreneinzel | 1     | Hans-Georg Fischedick (Spvg Steinhagen)                                          |
| 2003/2004 | Westdeutsche Einzelmeisterschaft O40 | Herreneinzel | 1     | Hans-Georg Fischedick (Spvg Steinhagen)                                          |
| 2005/2006 | Deutsche Einzelmeisterschaft O45     | Herreneinzel | 1     | Hans-Georg Fischedick (TV Verl)                                                  |
| 2006/2007 | Deutsche Einzelmeisterschaft O45     | Herreneinzel | 1     | Hans-Georg Fischedick (TV Verl)                                                  |
| 2006/2007 | Deutsche Einzelmeisterschaft O40     | Herrendoppel | 2     | Hans-Georg Fischedick / Björn Janson (TV Verl / STC Blau-Weiß Solingen)          |
| 2007/2008 | Deutsche Einzelmeisterschaft O45     | Herrendoppel | 2     | Hans-Georg Fischedick / Jürgen Sprotte (TV Verl / TV Wettbergen)                 |
| 2007/2008 | Deutsche Einzelmeisterschaft O45     | Herreneinzel | 1     | Hans-Georg Fischedick (TV Verl)                                                  |